# Crispi Guerrero
Francisco Guerrero Cruz (Aljaraque, 26 de febrero de 1934-Santander, 2 de octubre de 2023), más conocido como Crispi, fue un futbolista español que desempeñó su juego como mediocampista. Es identificado con el Real Santander. En 1959 se incorporó al Racing --debutó ante el Real Avilés-- y un año después fue uno de los protagonistas, actuó como lateral y centrocampista, del ascenso a Primera conseguido por los cántabros en 1960.
Con la camiseta verdiblanca disputó 92 encuentros oficiales en cuatro campañas, pues en 1963 se comprometió con el Deportivo, con el que también subió a la máxima categoría del fútbol nacional.
'Crispi' militó posteriormente en el Racing de Ferrol, el Club Deportivo Europa y el Santoña CF, donde colgó los botines en 1967.

## Trayectoria
| Club                         | País   | Periodo   | División |
| ---------------------------- | ------ | --------- | -------- |
| R. C. Recreativo de Huelva   | España | 1957-1958 | 2.ª      |
| Racing de Santander          | España | 1959-1960 | 2.ª      |
| Racing de Santander          | España | 1960-1962 | 1.ª      |
| Racing de Santander          | España | 1962-1963 | 2.ª      |
| R. C. Deportivo de La Coruña | España | 1963-1964 | 2.ª      |
| R. C. Deportivo de La Coruña | España | 1964-1965 | 1.ª      |
| C. E. Europa                 | España | 1965-1966 | 2.ª      |

## Muerte
Francisco Guerrero falleció el 2 de octubre de 2023 en Santander, a los 89 años.